# 地球博物館 (波蘭)

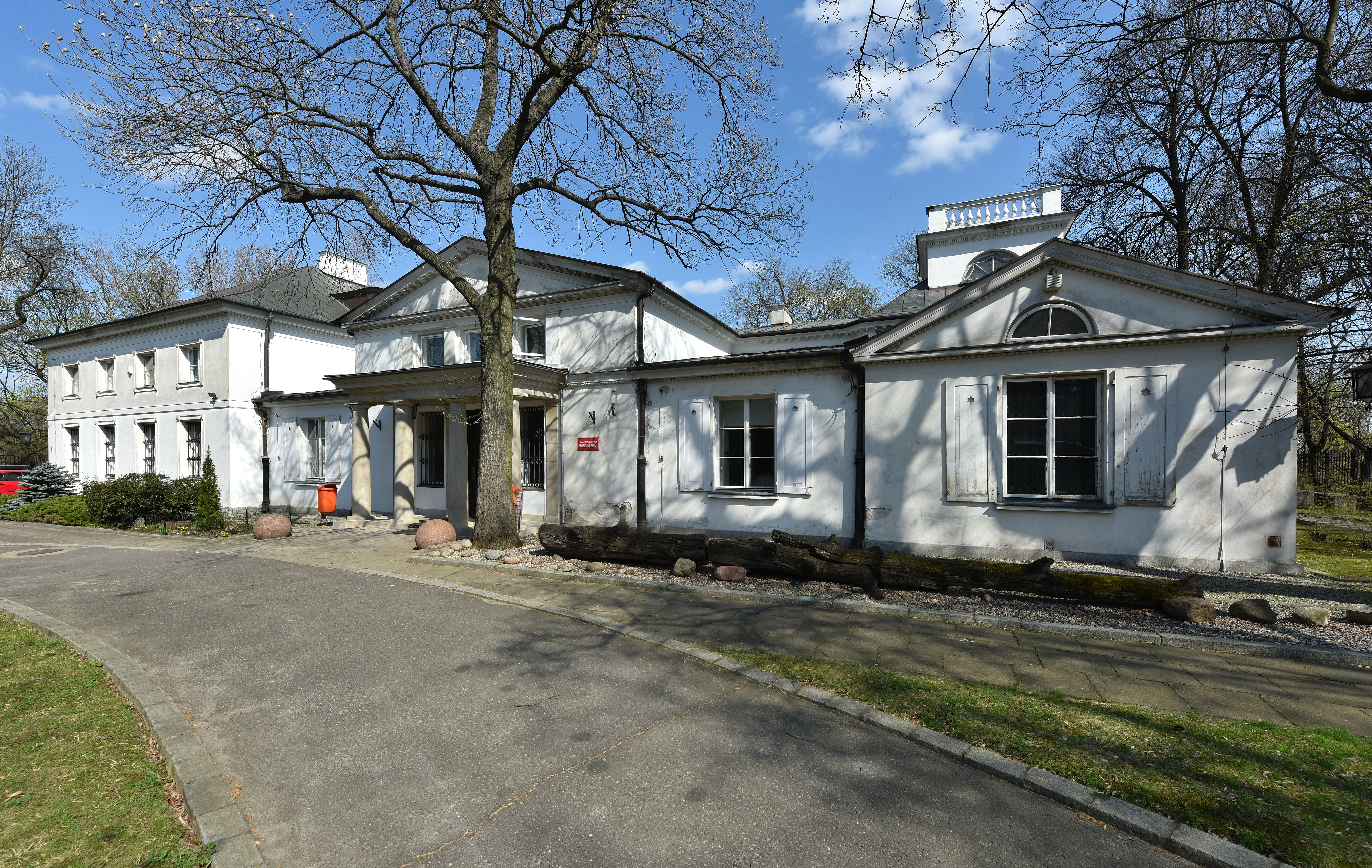
地球博物館

地球博物館（Muzeum Ziemi PAN w Warszawie）是華沙的一家博物館，創建於1948年，自1959年開始由波蘭科學院管理。博物馆收藏有超過17萬件地質學標本，特別是有關波蘭的礦物，其中有關琥珀的收藏規模是世界最大。
52°13′45″N 21°1′43″E / 52.22917°N 21.02861°E